# Habib Bamogo
Habib Bamogo (n. 8 mai 1982, Paris, Franța) este un fotbalist burkinabez aflat sub contract cu OGC Nice.

## Legături externe
- Profil pe transfermarkt.ro Arhivat în 5 octombrie 2013, la Wayback Machine.